# المشرق (جريدة)
المشرق للصناعات الدوائية في سوريا. 
مؤسس الشركة الدكتور "غسان الشامي" وهو صيدلاني مسجل في نقابة صيادلة سوريا ووزارة الصحة السورية يشغل منصب المدير العام كما انه عضو مجلس إدارة شركة المشرق للمؤسسات التعليمية المالكة لجامعة الحواش الخاصة وعضو مجلس أمناء جامعة الحواش الخاصة كما شغل منصب عضو مجلس إدارة غرفة صناعة حمص متزوج من السيدة "ديالا كامل ايوب" ولديه أربعة أولاد. 